# Liste der Monuments historiques in Tailly (Ardennes)
Die Liste der Monuments historiques in Tailly führt die Monuments historiques in der französischen Gemeinde Tailly auf.

## Liste der Objekte
| Bezeichnung                                                           | Beschreibung | Standort                                         | Kennzeichnung | Schutzstatus | Datum | Bild |
| --------------------------------------------------------------------- | --- | ------------------------------------------------ | ------------- | ------------ | ----- | ---- |
| Skulptur Heiliger Jovinus                                             | Holz, farbig gefasst, um 1600 | Rémonville, in der Kirche St-Juvin (Lage)        | PM08001053    | Inscrit      | 1977  |      |
| Skulptur Heiliger Laurentius                                          | Holz, farbig gefasst, 18. Jahrhundert | Barricourt, in der Kirche St-Laurent (Lage)      | PM08000995    | Inscrit      | 1977  |      |
| Grabstein für einen Seigneur d’Andevanne und für Françoise de Boubert | Marmor, bezeichnet 1577 | Andevanne, außen an der Kirche St-Nicolas (Lage) | PM08000020    | Classé       | 1925  |      |
| Wandvertäfelung                                                       | Holz, bemalt, 18. Jahrhundert | Tailly, in der Kirche St-Rémi (Lage)             | PM08000551    | Classé       | 1977  |      |
| Skulptur eines heiligen Bischofs                                      | Holz, 18. Jahrhundert | Andevanne, in der Kirche St-Nicolas (Lage)       | PM08000990    | Classé       | 1977  |      |
| Grabstein für Africam de Chanisso und Françoise de Vigeange           | Marmor, bezeichnet 1629 | Andevanne, außen an der Kirche St-Nicolas (Lage) | PM08000022    | Classé       | 1925  |      |
| Hauptaltar                                                            | Altartisch, Retabel und Gemälde Kreuzigung; Holz, farbig gefasst und vergoldet, sowie Ölfarbe auf Leinwand, 18. Jahrhundert                              | Tailly, in der Kirche St-Rémi (Lage)             | PM08000552    | Classé       | 1977  |      |
| Zwei Seitenaltäre                                                     | jeweils Altartisch und Nischenretabel; Holz, farbig gefasst und vergoldet, 18. Jahrhundert                                                               | Barricourt, in der Kirche St-Laurent (Lage)      | PM08000993    | Inscrit      | 1977  |      |
| Kruzifix                                                              | Holz, farbig gefasst, 18. Jahrhundert | Barricourt, in der Kirche St-Laurent (Lage)      | PM08000996    | Inscrit      | 1977  |      |
| Skulptur Madonna mit Kind (1)                                         | Holz, farbig gefasst und vergoldet, um 1800 | Rémonville, in der Kirche St-Juvin (Lage)        | PM08001052    | Inscrit      | 1977  |      |
| Grabstein für Jacques d’Allamont                                      | Marmor, bezeichnet 1596 | Andevanne, außen an der Kirche St-Nicolas (Lage) | PM08000021    | Classé       | 1925  |      |
| Seitenaltar                                                           | Altartisch, Retabel, Tabernakel und Gemälde Anbetung der Hirten; Holz, farbig gefasst und vergoldet, sowie Ölfarbe auf Leinwand, 18. und 20. Jahrhundert | Barricourt, in der Kirche St-Laurent (Lage)      | PM08000994    | Inscrit      | 1977  |      |
| Hauptaltar                                                            | Altartisch und Tabernakel; Holz, farbig gefasst, Marmor, 18. Jahrhundert                                                                                 | Barricourt, in der Kirche St-Laurent (Lage)      | PM08000992    | Inscrit      | 1977  |      |
| Skulptur Madonna mit Kind (2)                                         | Eichenholz, 18. oder 19. Jahrhundert | Andevanne, in der Kirche St-Nicolas (Lage)       | PM08000991    | Inscrit      | 1877  |      |
| Skulptur Madonna mit Kind (3)                                         | Eichenholz, farbig gefasst, um 1500 | Tailly, in der Kirche St-Rémi (Lage)             | PM08000766    | Inscrit      | 1972  |      |
| Zwei Seitenaltäre                                                     | jeweils Altartisch, Nischenretabel und Skulptur; Holz, farbig gefasst und vergoldet, 18. und 19. Jahrhundert                                             | Tailly, in der Kirche St-Rémi (Lage)             | PM08001073    | Inscrit      | 1977  |      |